# Gustavo Dulanto
Gustavo Alfonso Dulanto Sanguinetti (Lima, 9 de maio de 1995), conhecido como Gustavo Dulanto ou Sanguinetti, é um futebolista peruano que atua como zagueiro.

## Carreira
Atualmente joga pelo Sheriff Tiraspol. Em janeiro de 2022, após o clube moldavo fazer uma boa campanha na fase de grupos da UEFA Champions League, foi fortemente especulada sua contratação pelo Palmeiras. Entretanto, ela não ocorreu de fato.

## Vida pessoal
Ele é filho do ex-jogador Alfonso Dulanto.

## Títulos
Universitario
- Torneo Descentralizado: 2016 (Apertura)

Sheriff Tiraspol
- Campeonato Moldavo: 2020-21